# Banca centrale del Belize
La Banca centrale del Belize è la banca centrale dello stato centroamericano del Belize.
La moneta ufficiale è il dollaro del Belize.